# Федеральная полиция Австрии

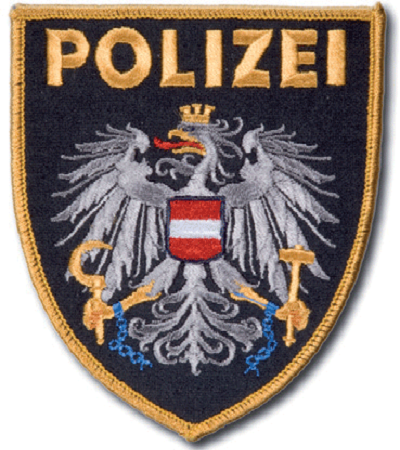
Шеврон федеральной полиции

Федеральная полиция (нем. Bundespolizei) — правоохранительное полицейское агентство Австрии. Австрийская федеральная полиция была сформирована в июле 2005 года как одна из официальных подразделений полиции. До 2005 года полицейская система функционировала в виде жандармерий для большей части территории страны, а полиция существовала в больших городах и городских районах, таких, как Вена, Зальцбург и Грац. В 2004 году правительство Австрии решило соединить вместе полицейские силы, наряду с криминальной полицией и жандармерией общественной безопасности и остальными органами безопасности для того, чтобы стать единой частью федеральной полиции Австрии.

## Транспортные средства

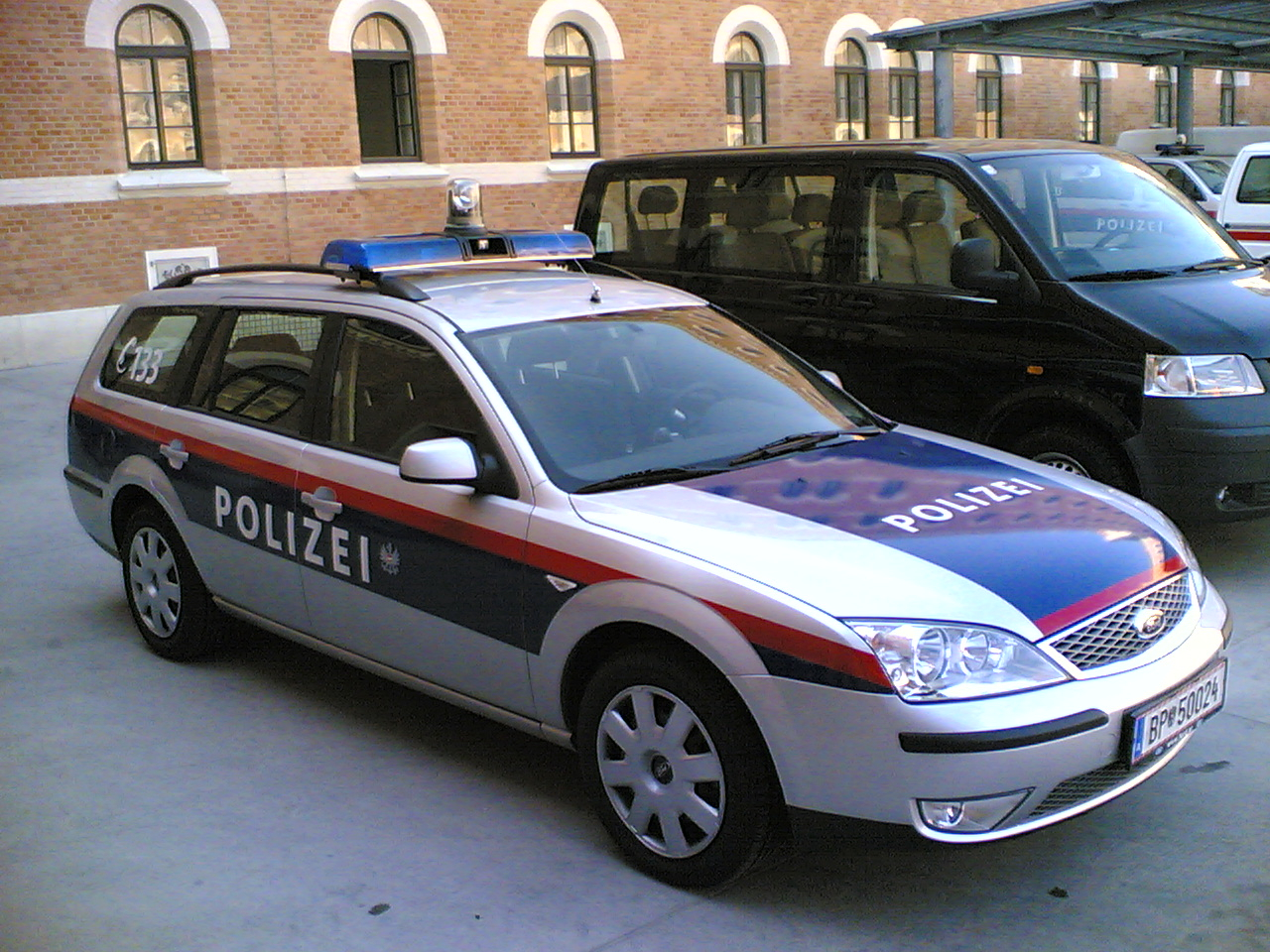
Патрульный автомобиль

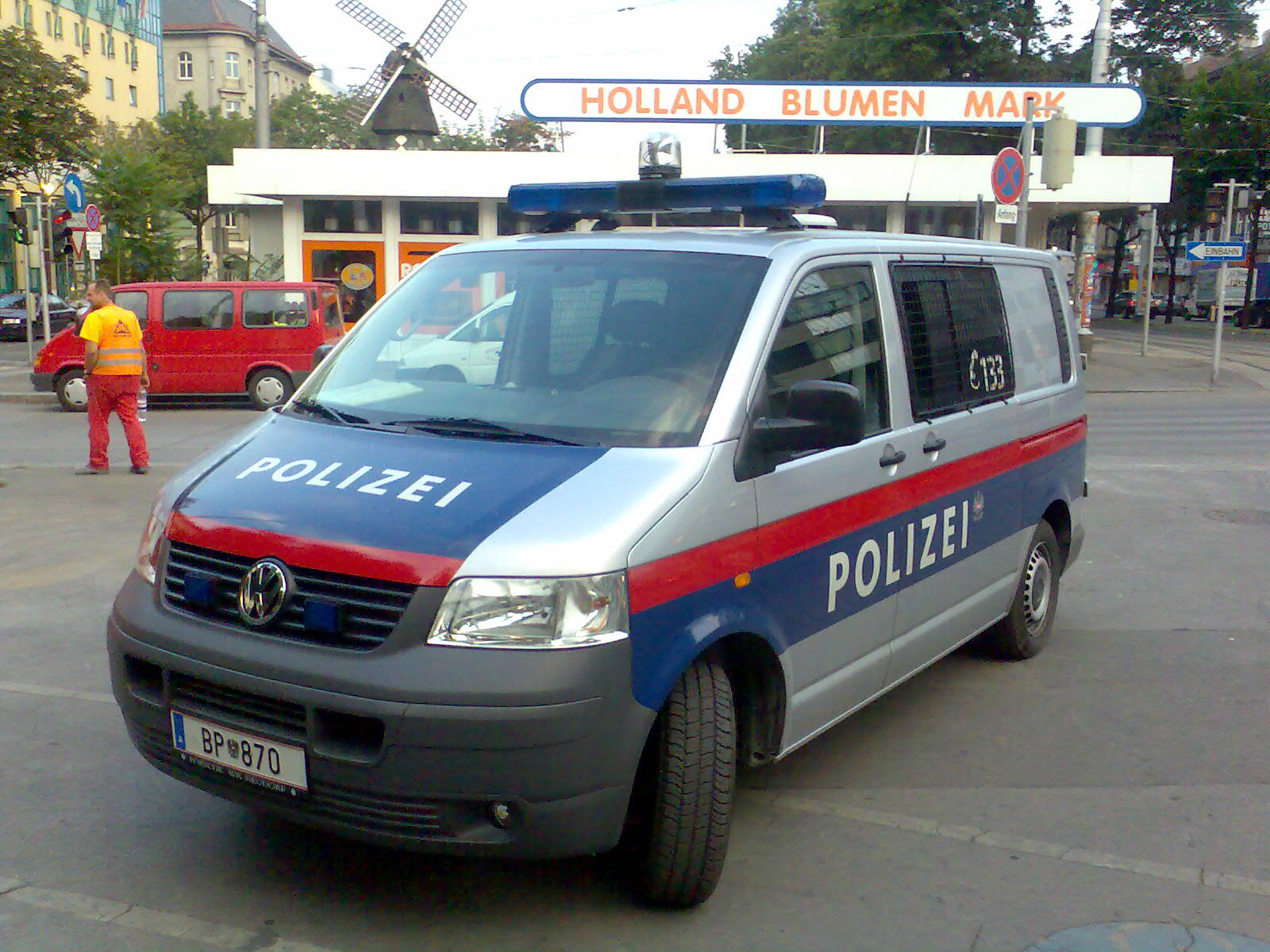
Transporter 4

Вместе с новой структурой федеральной полиции была создана новая окраска транспортных средств.
- Audi A3
- Audi A4
- Audi A6
- Volkswagen Sharan
- Volkswagen Touran
- Volkswagen Golf Estate
- Volkswagen Multivan
- Volkswagen Eurovan
- BMW R1200RT
- Ford Transit
- Ford Mondeo
- Skoda Octavia
- Nissan Pathfinder
- Mercedes-Benz O303
- Smart (автомобильная марка)

### Воздушные транспортные средства[2]

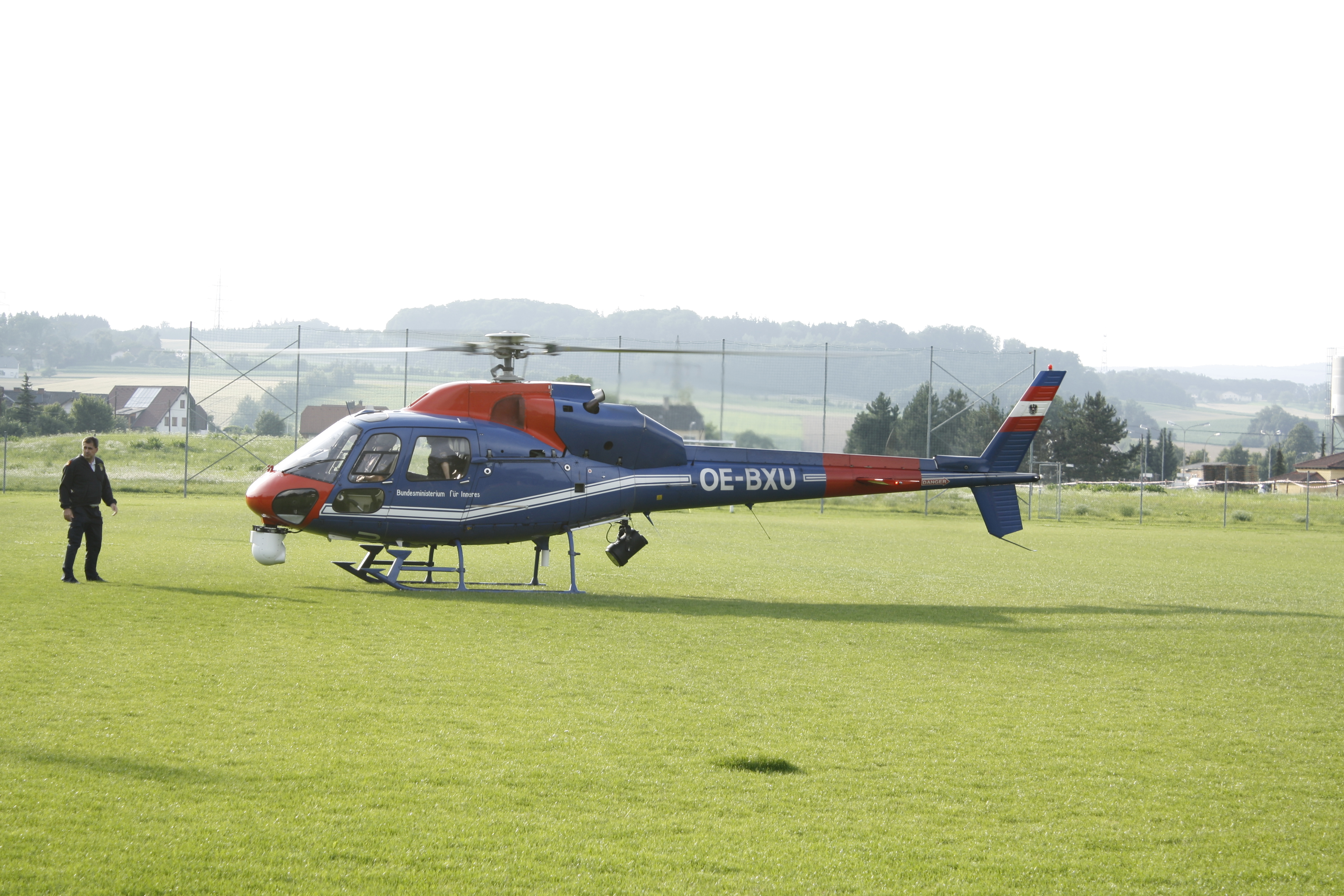
Bell 206

Федеральная полиция имеет целый ряд летательных аппаратов, включая следующие, они в настоящее время получили восемь новых Eurocopter ЕС 135 во время Евро-2008.
- Восемь Bell 206
- Пять Ecureuil AS 350 B1
- Два Ecureuil AS 355 F2
- Два Ecureuil AS 355 N

### Porsche 911
Австрийская полиция экспериментировала с Porsche 911, чтобы помочь своим обязанностям на скоростных трассах. После завершения шестимесячного этапа тестирования полиция решила больше не заказывать 911s из-за того, что там не было достаточного места для хранения необходимого оборудования.

## Награды
- Медаль «За заслуги» (2018 год, Словения) — за заслуги в преодолении миграционного кризиса в период 2015-2016 годов[3].